# Swiss Open Gstaad 1997 - Qualificazioni doppio
Le qualificazioni del doppio  dello  Swiss Open Gstaad 1997 sono state un torneo di tennis preliminare per accedere alla fase finale della manifestazione. I vincitori dell'ultimo turno sono entrati di diritto nel tabellone principale. In caso di ritiro di uno o più giocatori aventi diritto a questi sono subentrati i lucky loser, ossia i giocatori che hanno perso nell'ultimo turno ma che avevano una classifica più alta rispetto agli altri partecipanti che avevano comunque perso nel turno finale.
Le qualificazioni del doppio del torneo Swiss Open Gstaad 1997 prevedevano 4 coppie partecipanti di cui una è entrata nel tabellone principale.

## Teste di serie
1. Alberto Berasategui /  Jordi Burillo (primo turno)

1. Dominik Hrbatý /  Andres Zingman (ultimo turno)

## Qualificati
1. Jaime Oncins  /   Tomáš Anzari

## Tabellone

### Legenda
| - Q = Qualificato - WC = Wild card - LL = Lucky loser | - ALT = Alternate - SE = Special Exempt - PR = Protected Ranking | - w/o = Walkover - r = Ritirato - d = Squalificato |

|  | Primo turno | Primo turno                       | Primo turno                   | Primo turno | Primo turno |  |  | Ultimo turno | Ultimo turno                  | Ultimo turno                  | Ultimo turno | Ultimo turno |  |
|  |             |                                   |                               |             |             |  |  |              |                               |                               |              |              |  |
|  |             | Jaime Oncins Tomáš Anzari         | 6                             | 4           | 7           |  |  |              |                               |                               |              |              |  |
|  | 1           | Alberto Berasategui Jordi Burillo | 3                             | 6           | 6           |  |  |              | Jaime Oncins Tomáš Anzari     | Jaime Oncins Tomáš Anzari     | 6            | 6            |  |
|  | 2           | Dominik Hrbatý Andres Zingman     | Dominik Hrbatý Andres Zingman | 7           | 6           |  |  | 2            | Dominik Hrbatý Andres Zingman | Dominik Hrbatý Andres Zingman | 3            | 1            |  |
|  |             | Yves Allegro Roger Federer        | Yves Allegro Roger Federer    | 5           | 2           |  |  |              |                               |                               |              |              |  |